# Pyhävesi
Pyhävesi är en sjö i kommunen Mäntyharju i landskapet Södra Savolax i Finland. Sjön ligger 81,5 meter över havet. Den är 26,82 meter djup. Arean är 15,73 kvadratkilometer och strandlinjen är 85,23 kilometer lång. Sjön  ingår i Kymmene älvs huvudavrinningsområde.   Den ligger omkring 34 kilometer sydväst om S:t Michel och omkring 170 kilometer nordöst om Helsingfors. 
I sjön finns bland andra öarna Lauttasaari, Suutarinsaari, Mustikkasaari, Yläsalmensaaret, Hanissaari, Nuottisaari, Muuttosaari, Huuhtsaari, Syväsaari, Nulikka, Mustasaari, Multasaari, Laihosaari, Ykspuusaari, Kirvesluoto, Selkäsaari, Haikansaari, Pyhäsaari, Porkansaari, Pekonsaari, Isosaari och Pikkusaari. 
Öster om Pyhävesi ligger staden Mäntyharju. Pyhävesi ligger norr om sjöarna Juolasvesi och Sarkavesi och väster om Pyhävesi ligger Tarhavesi. 